# Distância focal
A distância focal é, junto com a abertura do diafragma, uma das mais importantes características de uma objetiva. É a partir dela que o usuário (como fotógrafo ou profissionais que utilizem um microscópio óptico) define, por exemplo, a maior ou menor aproximação de uma imagem, ou ainda escolhe o campo de visão que deseja trabalhar.
A distância focal de uma objetiva é determinada a partir dos pontos nodais até os focais, ou seja, é a distância, em mm, entre o ponto de convergência da luz até o ponto — sensor ou filme em máquinas fotográficas e filmadoras — onde a imagem focalizada será projetada.
Quanto maior for a distância focal, menor será o ângulo de visão da imagem e maior será a "aproximação" dos objetos focalizados, devido ao corte realizado.
Todas as objetivas recebem classificações como grande angular, normal e tele objetiva, e quase todas elas podem ser do tipo macro (que permite uma focalização de objetos mais próximos) ou não.

## Objetiva Normal

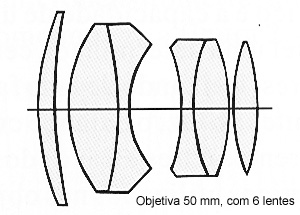
Projeto da construção de uma objetiva de 50 mm.

De maneira geral, considera-se assim uma objetiva que possua uma distância focal praticamente igual à diagonal de um quadrado cujo lado tem tamanho semelhante ao lado maior do sensor full frame.
Estas objetivas são formadas em sua grande maioria, por cinco ou seis elementos, e a abertura máxima do diafragma, em geral, são as maiores.
Na fotografia, uma objetiva normal para o formato 35 mm é a 50 mm. O campo de visão desta objetiva é da ordem de 50°.
São chamadas assim também porque a imagem projetada tem distorção perspectiva muito próxima da distorção perspectiva do olho humano.

## Objetiva Grande-Angular

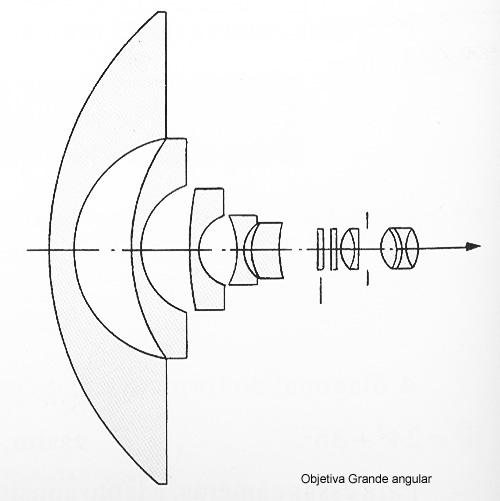
Projeto da construção de uma objetiva grande angular

São objetivas que apresentam distâncias focais menores que a diagonal da imagem projetada, tendo, portanto, um grande campo de visão. Este campo pode ser desde a ordem de 180°, como em objetivas "olho de peixe", como 60°.
Seu uso, em geral, fica limitado a fotografia e vídeo.

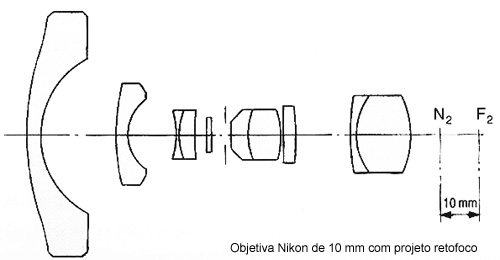
Projeto da construção de uma objetiva de 10 mm com retrofoco.

Há casos, como na objetiva "olho de peixe", em que a construção da objetiva é diferenciada. É aplicado um conceito de retrofoco, pois a distância da última lente até a superfície do filme ou suporte fotográfico (CCD ou CMOS) é menor que a distância focal. Com este projeto de retrofoco, uma lente divergente é colocada antes do conjunto principal, e após a primeira lente (que é convergente). Assim, o ponto nodal é "alterado" de posição, e assim permite se que câmeras fotográficas do tipo reflex funcionem sem que o espelho tenha que ser removido.
Uma característica marcante é a tendência de causar distorções dos planos, sensação de prolongamento, onde objetos ou pessoas que estejam mais próximos a elas apareçam maiores do que aquilo que estiver mais distante. E outra característica é que a focalização é muito mais fácil, pois possui um grande ângulo de visão. Também possui naturalmente uma profundidade de campo muito maior, comparado com a mesma abertura do diafragma utilizado em outros tipos de objetivas.

## Objetiva Teleobjetiva, ou de foco longo

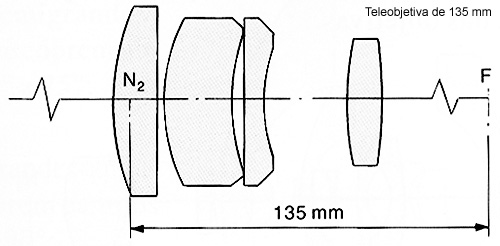
Projeto da construção de uma objetiva de 135 mm.

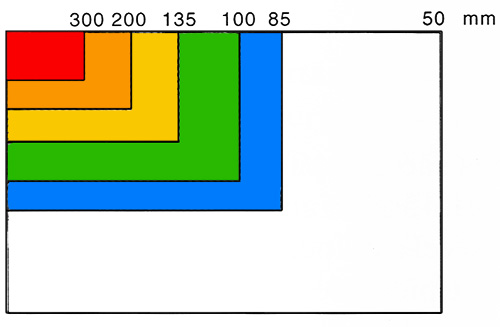
Área de visualização de diferentes objetivas, em comparação à normal de 50 mm.

Estas objetivas são sistemas ópticos cujas distâncias focais são maiores que as das objetivas normais.
O número de lentes é menor e a distância entre os primeiros elementos e o plano do filme é praticamente igual à distância focal da lente.
A característica mais marcante no uso destas objetivas é a produção de imagens ampliadas e um aparente "achatamento" nos planos da imagem. Isto porque elas são produzidas para observar ou fotografar objetos numa distância mais elevada, e assim as distâncias relativas entre os objetos se tornam menores. Justamente por buscar imagens de objetos mais distantes, a focalização é mais crítica e difícil de ser feita, exigindo muita atenção de quem a utiliza. E também tem menor profundidade de campo se comparado com a mesma abertura do diafragma de outros tipos de objetivas.
Com estas objetivas, é mais adequada a utilização do recurso de macro fotografia, pois assim pode-se manter uma distância um pouco mais elevada do objeto e ainda sim conseguir focalizar algo que tenha um tamanho reduzido. Uma utilização muito comum é feita por cirurgiões dentistas, assim como por biólogos que pretendem catalogar amostras recolhidas, pois estas lentes também permitem fotografar numa proporção de 1:1.

## Objetivas Zoom ou de foco variável

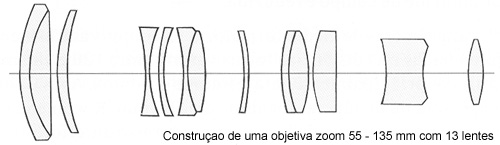
Projeto da construção de uma objetiva zoom 55 — 135 mm.

Em razão da praticidade, estas objetivas possuem características de variadas distâncias focais, porém não necessariamente de diferentes tipos, como grande-angular, normal e tele objetiva.
As objetivas zoom também são divididas em famílias, em função das distâncias focais, sendo que algumas destas objetivas apresentam o recurso de macro.
O início de sua produção se deu no ano de 1959, e no início os resultados obtidos eram muito pouco satisfatórios, o que lhe rendeu impopularidade por parte dos fotógrafos. Hoje são muito populares e com a reputação de oferecer boas imagens, sendo utilizadas em larga escala por câmeras de pequeno formato. Representam uma opção de ótima qualidade óptica e de custo financeiro ao fotógrafo, além da praticidade que oferecem.
As objetivas de distância focal variável podem ter seu zoom medido pela relação entre sua máxima distância focal e a mínima distância focal (Z = DFmax/DDmin). Portanto, o Zoom não pode ser utilizado para definir o ângulo de visão de uma objetiva, já que a relação pode ser igual para objetivas com distâncias focais distintas . Exemplos desta questão podem ser vistos no quadro a seguir: 
| Notação da lente | Mínima distância focal | Máxima distância focal | Zoom   | Máximo ângulo de visão* | Mínimo ângulo de visão* |
| 35-70 mm         | 35 mm                  | 70 mm                  | 2X     | 62,45°                  | 33,73°                  |
| 200-400 mm       | 200 mm                 | 400 mm                 | 2X     | 12,11°                  | 6,07°                   |
| 15-35 mm         | 15 mm                  | 35 mm                  | 2,33X  | 109,49°                 | 62,45°                  |
| 28-105 mm        | 28 mm                  | 105 mm                 | 3,75X  | 74,31°                  | 22,85°                  |
| 18-200 mm        | 18 mm                  | 200 mm                 | 11,11X | 99,38°                  | 12,11°                  |

* ângulos de visão calculados para objetos distantes e para a diagonal de uma mídia no formato 135. 